# Xingyiquan
Xingyiquan oder Xing Yi Quan (chinesisch 形意拳, Pinyin Xíngyìquán, W.-G. Hsing-i Ch'üan) ist eine chinesische Kampfkunst und zählt zu den inneren Kampfkünsten. Ältere Namen sind Xinyi Quan, Xinyi Luhe Quan und Yi Quan, wobei Yiquan auch eine modernere innere Kampfkunst bezeichnet, die unter anderem aus dem Xingyiquan entstanden ist.

## Prinzipien
Die Techniken des Xingyiquan sind explosiv, geradlinig und vom äußerlichen Ablauf her nicht sonderlich kompliziert. Obwohl die Ausführungen schnell und kraftvoll sind, muss der Übende jedoch entspannt bleiben und vermeiden, „grobe Muskelkraft“ zu verwenden. Deshalb ist es weitaus schwieriger, die Bewegungen zu beherrschen, als es auf den ersten Blick scheint. Hier liegt auch der „innere Aspekt“ dieser Kampfkunst verborgen.
Die Schrittarbeit orientiert sich an einer Linie. Dabei werden vorderer Fuß, Nasenspitze und führende Hand in einer Ebene gehalten, so dass der Kämpfer direkt auf seinen Gegner zugeht beziehungsweise in ihn hinein. Das Gewicht wird meist auf dem hinteren Bein gehalten. Die Art sich zu bewegen charakterisiert die Strategie des Xingyi – den direkten Angriff. Folglich gibt es auch kaum Techniken, die Schritte nach hinten beinhalten, denn der Gegner soll sein „wie ein Grasbüschel, über das man hinüberläuft“. Stets gilt es, die sechs Harmonien (drei äußere und drei innere Aspekte) zu berücksichtigen:
- Der Geist ist in Harmonie mit der Absicht.
- Die Absicht ist in Harmonie mit dem Qi.
- Das Qi ist in Harmonie mit der Kraft.
- Die Hände sind in Harmonie mit den Füßen.
- Die Ellenbogen sind in Harmonie mit den Knien.
- Die Schultern sind in Harmonie mit der Hüfte.

## Bedeutung
Xing (形,  xíng,  Hsing) lässt sich übersetzen mit „Form“ oder „Bewegungsform“, Yi (意,  yì,  i – „Absicht, Vorstellung, Wille, Idee“) meint man hier die „Vorstellungskraft“, „Geisteskraft“, „Willenskraft“ oder „Aufmerksamkeit“. Quan (拳,  quán,  ch'üan – „Faust“) im Zusammenhang mit einem Kampfkunst bezeichnet eine Form des Faustkampfes oder des Boxens und kann etwa mit „Fausttechnik“, „Kampfkunst mit der bloßen Faust“ übersetzt werden. Damit kann man sich der Bedeutung nähern und Xingyiquan übersetzen als  Form- und Geistboxen, Bewegung- und Willenboxen, oder aufmerksames Formenboxen. Dahinter steht die Idee, dass der Schüler durch das intensive Üben der Form erkennt, dass jede Bewegung in seinem Geist entsteht, beziehungsweise dass dieser eine innere Idee zugrunde liegt, der man aufmerksam nachspüren muss.

## Ursprung und Geschichte
Die bekannteste Legende über den Ursprung des Xingyiquan erzählt, dass General Yue Fei (1103 bis 1142) während der Song-Dynastie Xingyiquan entwickelte. Yue Fei stammte aus der Provinz Henan und war ein nationaler Kriegsheld, der Angriffe der Jin-Herrscher zurückschlug. Er soll Xingyiquan aus dem Speerkampf entwickelt haben. Yue Fei wird eine Schrift über die Kampftechnik Xingyiquan zugeschrieben, obwohl seine Autorenschaft zweifelhaft ist. Die Beschreibung weist jedoch Ähnlichkeiten mit seiner Schrift über die „Adlerklaue“ auf. Fünfhundert Jahre nach Yues Tod soll ein junger Kämpfer namens Ji Jike (auch unter dem Namen Ji Longfeng bekannt) die Xiongju-Höhle auf dem Zhongnan-Berg besucht haben, wo er ein Buch über Kampfkunst erhielt, geschrieben von General Yue Fei. Aus diesen Schriften lernte er das Xingyiquan und begann später als erster, diese Kampfkunst zu unterrichten; zumindest diese Tatsache ist heutzutage unbestritten.
Im Lauf der Zeit entwickelten sich im Wesentlichen drei Schulen/Stile:
- die Shanxi-Schule, entstand in Ji Jikes Heimatprovinz Shanxi.
- die Heibei-Schule geht zurück auf Li Feiyu aus der Provinz Hebei, einem Schülerschüler von Cao Jiwu, der wiederum ein Schüler von Ji Jike war. Dieser Stil ist heute der am weitesten verbreitete.
- die Henan-Schule, die von Ma Xueli, einem Schüler von Jike aus der Provinz Henan, gegründet wurde.

## Techniken und Übungen
Die Techniken des Xingyiquan basieren auf der „Dreifachen Stellung“ (santishi), auf der die „fünf Elemente“ (wŭxíng, 五行) beziehungsweise „Fausttechniken“ und, je nach Stil, die 10–12 Tierformen entstehen. Diese sind auch in festgelegten Partnerformen zusammengefasst. Weiterhin gibt es diverse Waffenformen, wie Speer, Stock und Schwert.

### Santishi

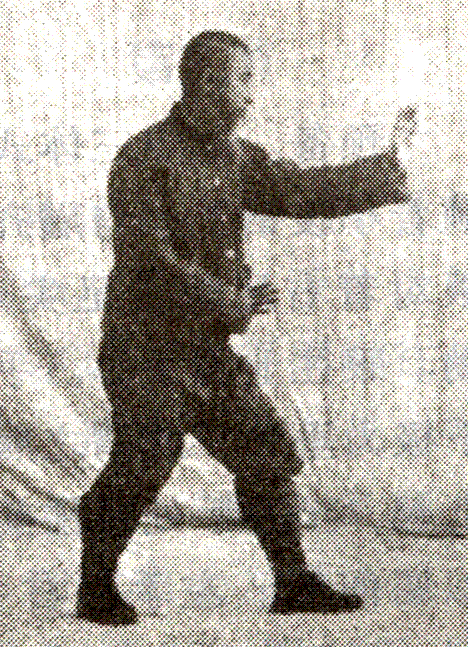
Meister Sun Lutang steht Santishi.

Die Santistellung ist die Ausgangs- und Endstellung aller Xingyi-Techniken und dementsprechend wird in der Ausbildung besonderen Wert auf das Einnehmen und längere Halten dieser Stellung gelegt.
Dies soll nicht nur die körperliche Ausdauer des Übenden stärken, sondern auch die Entwicklung der inneren Energie („innere Arbeit“, neigong) fördern. Der Begriff „Dreifache Stellung“ bezieht sich auf die drei Abschnitte des Körpers Kopf, Rumpf/Arme und Beine, denen entsprechend der daoistischen Philosophie der Himmel, der Mensch und die Erde zugeordnet sind. Ebenso soll man sich darauf konzentrieren, dass die drei Punkte (Nasenspitze, Fußspitze, Zeigefinger) in einer Ebene liegen.
Beim Stehen muss der Rücken gerade sein, die Brust wird leicht nach innen gewölbt, das Becken lässt man nach vorne hängen, und der Körper soll entspannt werden. Das Gewicht liegt je nach Schule auf dem hinteren Bein oder zwischen beiden Beinen, während der Oberkörper etwa 45° gedreht ist. Der Oberkörper ist aus der gegnerischen Perspektive eingedreht, die Hüfte aber frontal. Die Ellenbogen hängen, und im Körper gibt es keine Muskelverspannung. Beide Beine drücken wie ein Wasserläufer auf der Wasseroberfläche nach außen, sodass der Xingyi-Kämpfer nur ein Bein anheben muss und in die jeweilige Richtung schnellen kann.

### Fünf Elemente
Die fünf Fausttechniken des Xingyiquan sind dem daoistischen Gedanken der Fünf-Elemente-Lehre (besser „Lehre der Fünf Wandlungsphasen“) zugeordnet. Die Idee ist hierbei, dass sich der Charakter der Wandlungsphase in der Ausübung und Anwendung der zugeordneten Fausttechnik widerspiegelt und beschreibt so eine Art alchemistischen Prozess den das Qi bei der Ausübung durchläuft. Holz lässt Feuer brennen. Die Asche bereichert die Erde. Erde bringt Metall hervor und Metall belebt das Wasser (Nährungszyklus). Über das Wasser, „den Fluss“, wird das Qi schließlich an den Zielort geleitet.
Die Techniken sind:
- schmetternde Faust (beng quan, 崩拳), Wandlungsphase Holz
- hämmernde Faust (pao quan, 炮拳), Wandlungsphase Feuer
- überkreuzende Faust (heng quan, 横拳), Wandlungsphase Erde
- spaltende Faust (pi quan, 劈拳), Wandlungsphase Metall
- bohrende Faust (zuan quan, 钻拳), Wandlungsphase Wasser.

Den Prinzipien der fünf Wandlungsphasen folgend, können sich die Techniken gegenseitig erzeugen oder zerstören. Die obige Reihenfolge ist die erzeugende, während die zerstörende lautet: Pi Quan, Beng Quan, Heng Quan, Zuan Quan, Pao Quan. So kann Metall Wasser erzeugen und Holz zerstören. Diese Abfolgen sind auch von Bedeutung in der chinesisch-daoistischen Gesundheitslehre, da jeder Phase ein Organ zugeordnet ist. Im Falle von Pi Quan/Metall wäre dies zum Beispiel die Lunge.

### Tierformen
Hierbei handelt es sich um festgelegte Bewegungsfolgen, die auf den fünf Fausttechniken basieren und deren Prinzipien weiterführen. Je nach Stil werden zehn oder zwölf Tierformen geübt. Im Gegensatz zu vielen anderen Tierstilen wird beim Xingyiquan nicht soviel Wert darauf gelegt, dass die äußerlichen Bewegungen eines Tieres imitiert werden, sondern vielmehr, dass der innere Charakter (der Geist) des Tieres mit in die Bewegung einfließt:
- Drachen
- Bär
- Falke/Adler
- Hahn
- Affe
- Pferd
- Tiger
- Schlange
- Krokodil
- Schwalbe
- Kranich
- Sperber

### Waffenformen
Die Waffenarten sind vielfältig und uneinheitlich, da sie meist jüngeren Datums sind und von verschiedenen Meistern entwickelt wurden. Die bekanntesten Waffen des Xingyiquan sind Speer und Langstock. Da Xingyiquan zumindest zeitweise auch vom Militär benutzt wurde, entwickelte man dort Techniken für das Bajonett. Ebenfalls gebräuchlich ist ein Langschwert, das mit beiden Händen geführt wird.